# Fred. Olsen Cruise Lines
Fred. Olsen Cruise Lines är brittisk rederi med kryssningstrafik med fyra kryssningsfartyg. 
Rederiet har sina rötter i Hvitsten i Norge, där tre bröder Olsen då köpte sina första fraktfartyg. 
Fred. Olsen Cruise Lines ägs av det i Norge börsnoterade Bonheur ASA, vilket kontrolleras av Fred. Olsen & Co.

## Fartygsflotta
| Fartyg          | Byggnadsår | År för idrifttagande hos Fred. Olsen | Bruttotonnage | Flagga  | Bild |
| --------------- | ---------- | ------------------------------------ | ------------- | ------- | ---- |
| M/S Black Watch | 1972       | 1996                                 | 28.613        | Bahamas |      |
| M/V Boudicca    | 1972       | 2005                                 | 28.388        | Bahamas |      |
| M/S Braemar     | 1993       | 2001                                 | 24.344        | Bahamas |      |
| M/V Balmoral    | 1988       | 2007                                 | 43.537        | Bahamas |      |